# Route nationale 787
Die Route nationale 787, kurz N 787 oder RN 787, war eine französische Nationalstraße, die von 1933 bis 1973 zwischen Lézardrieux und Morgat verlief. 1978 wurde der Abschnitt zwischen Carhaix-Plouguer und Châteaulin in den Straßenverlauf der Route nationale 164 integriert. Ihre Gesamtlänge betrug 161 Kilometer. Vor 1933 war der Abschnitt von Guincamp bis zur Departementgrenze der Chemin de Grande Communication (Gc) 9 des Départements Côtes-d’Armor im weiteren Verlauf von der Grenze bis Châteaulin war sie die Gc 66 von Finistère; von Châteaulin bis Crozon die Gc 8 und von Crozon bis Morgat die Gc 55A.